# Willem Elsschot

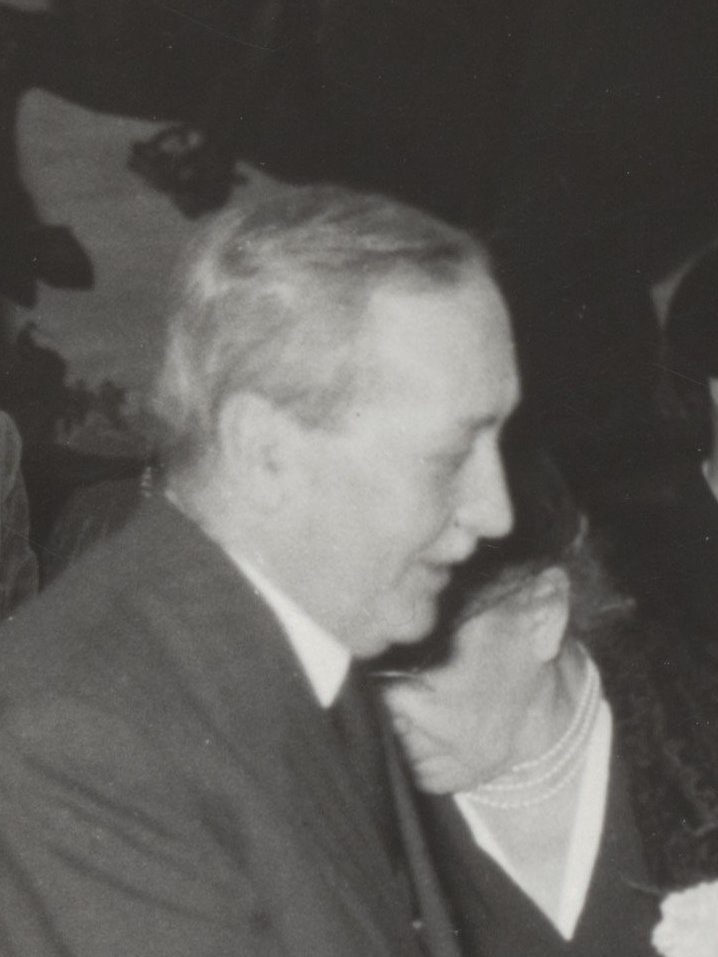
Willem Elsschot

Willem Elsschot (właściwie Alphonsus Josephus de Ridder, ur. 7 maja 1882 w Antwerpii, zm. 31 maja 1960 tamże) – pisarz i poeta flamandzki. Zawodowo zajmował się reklamą. 

## Twórczość
- Villa des Roses (1913)
- Een ontgoocheling (1921)
- De verlossing (1921)
- Lijmen (1924) – Hochsztapler Laarmans (1973, przekład Tadeusz Trębicki)
- Kaas (1933) – Ser (2013, przekład Ryszard Turczyn)
- Tsjip (1934) – Ćwirek (2007, przekład Zofia Klimaszewska)

- Pensioen (1937)
- Het been (1938) – Noga (1973, przekład Tadeusz Trębicki)
- De leeuwentemmer (1940) – Poskramiacz lwów (2007, przekład Zofia Klimaszewska)
- Het tankschip (1942) – Tankowiec (2013, przekład Ryszard Turczyn)
- Het dwaallicht (1946) – Błędny ognik (1973, przekład Tadeusz Trębicki)

## Polskie wątki w twórczości
Narodziny pierwszego wnuka Jana Maniewskiego (którego ojciec pochodził z Polski) stanowiły inspirację dla minipowieści „Ćwirek” oraz jej kontynuacji „Poskramiacz lwów”, przedstawiających m.in. obraz Polski z perspektywy flamandzkiej, a także odmienność tradycji.